# Evangelische Kirche Hochelheim

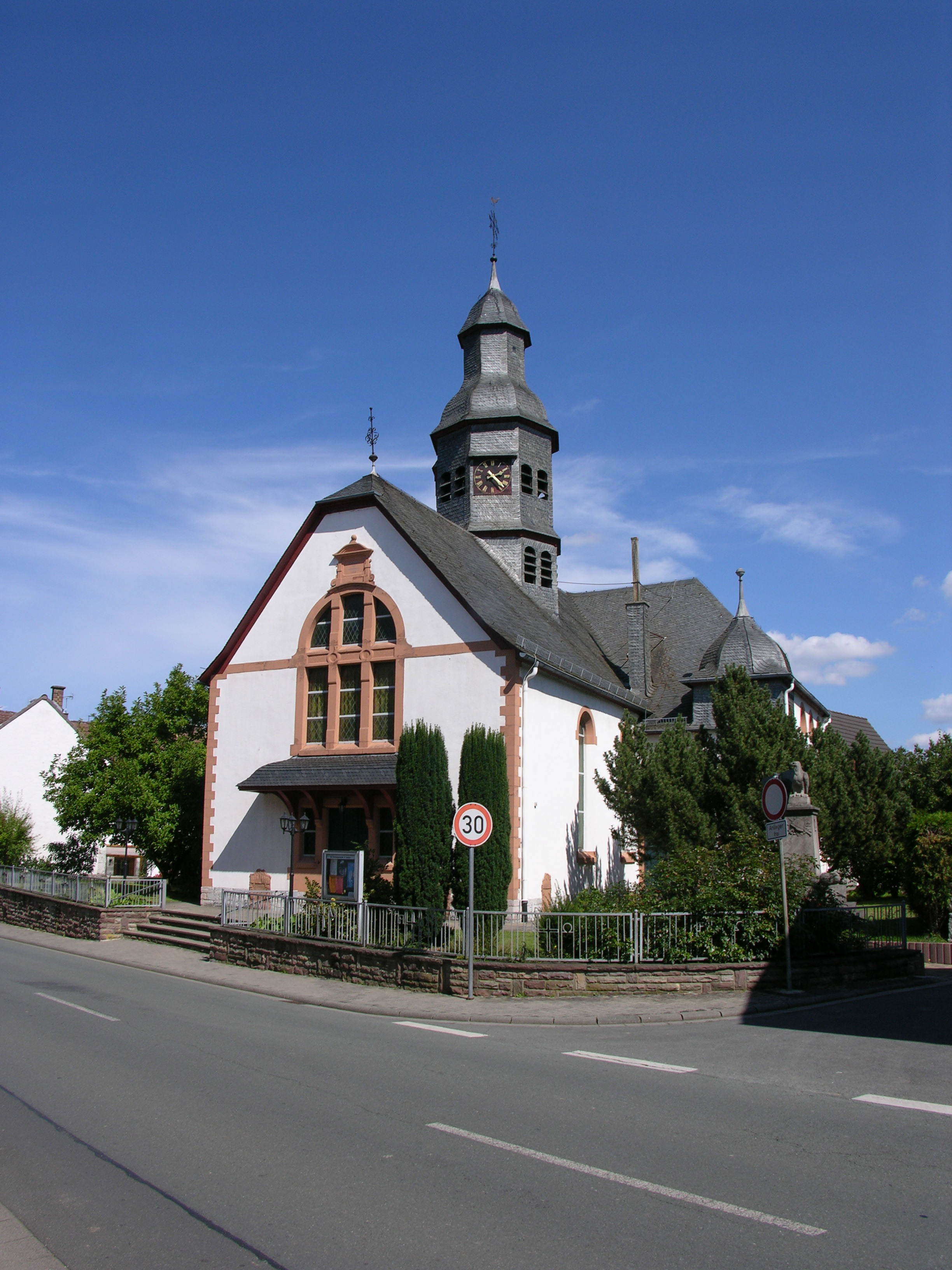
Kirche in Hochelheim von Südwest

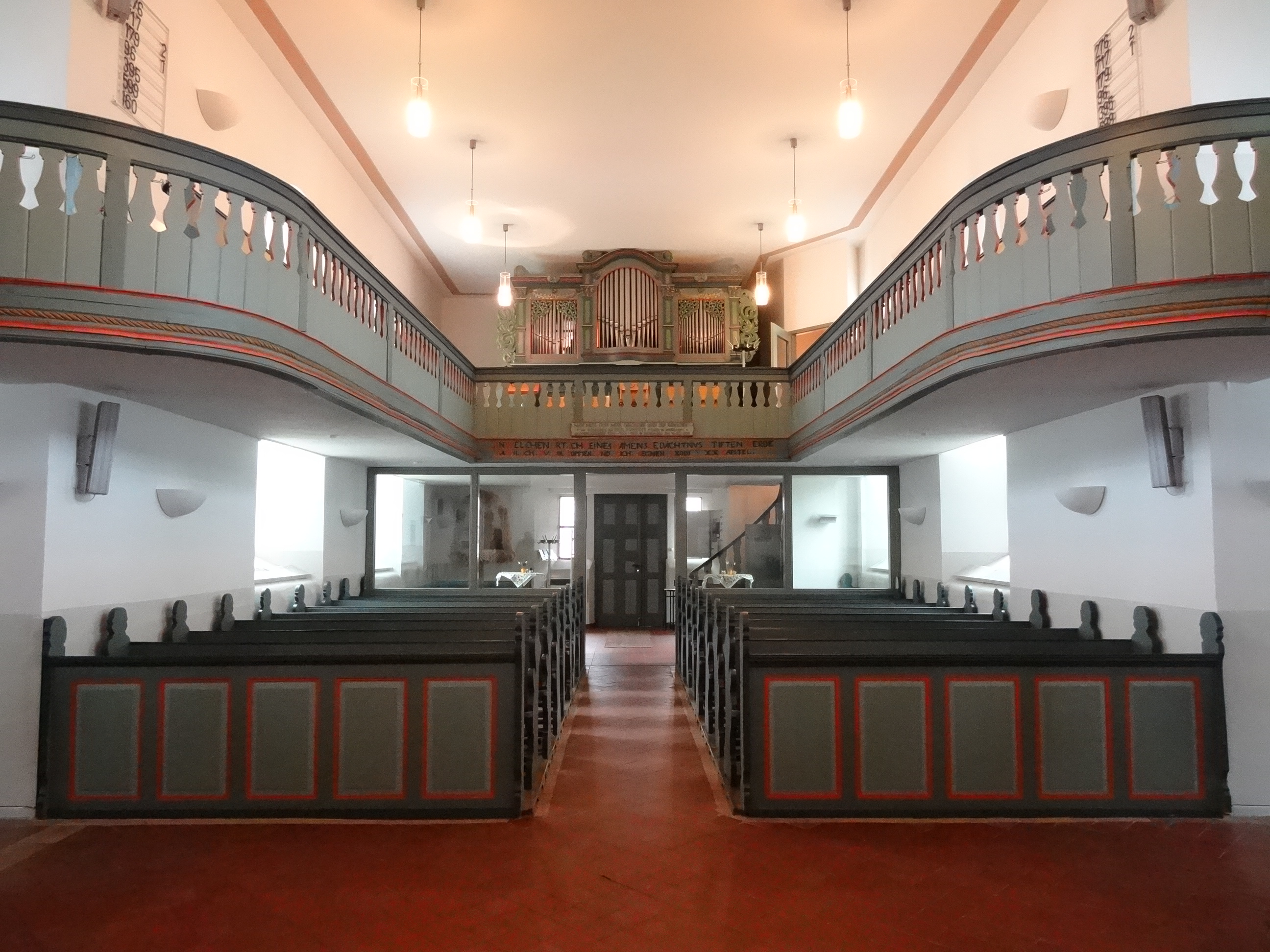
Innenraum mit Blick nach Westen zur Orgelempore

Die Evangelische Kirche in Hochelheim, einem Ortsteil von Hüttenberg im Lahn-Dill-Kreis (Mittelhessen), ist eine Kirche im Stil der Neurenaissance. Die Saalkirche geht im Kern auf das 17. Jahrhundert und der Dachreiter auf das 18. Jahrhundert zurück. Das Ortsbild prägende hessische Kulturdenkmal erhielt nach einem Umbau und einer Erweiterung um ein Querhaus in den Jahren 1905/1906 seine heute maßgebliche Gestalt. Erhalten sind einige Inventarstücke aus dem Barock.

## Geschichte
Für das Jahr 1285 ist in Hochelheim ein Pleban namens Rudolf nachgewiesen. Weitere Hinweise auf eine Kapelle in Hochelheim finden sich in Urkunden aus den Jahren 1426: Ein Flurstück liegt „under der kirchen lande“, ein weiteres „under dem kirchgude“. In der gleichen Urkunde findet sich auch die Flurbezeichnung „hinder dem kirchobe zu Hirlsheym“, die auf eine Kirche in Hörnsheim hinweist. Im gleichen Urkundenbuch finden sich weitere Hinweise auf Kirchengut aus dem Jahr 1455. Im Jahr 1478 wird ein Stück Land bezeichnet, das in Hochelheim „bii dem priester“ liegt, dazu Haus und Hof „bei dem Kirchhof“. 1488 wird die Kirche in Hochelheim erwähnt. Die Gemeinde war in ausgehenden Mittelalter dem Dekanat Wetzlar und Archidiakonat St. Lubentius Dietkirchen im Bistum Trier zugeordnet. Die Kirche in Hochelheim war sehr lange eine Filiale der Mutterkirche in Großenlinden, deren Gebiet sich über bis zu 22 Dörfern im Hüttenberger Land erstreckte. Die Kollatur hatte die Familie Wais von Fauerbach bis 1592 inne, anschließend die Landgrafschaft Hessen-Darmstadt und ab 1703 Nassau-Weilburg.
Als die Reformation ab 1527 in der Pfarrei Großen-Linden eingeführt wurde, wechselte Hochelheim, das damals eine von noch sechs Filialen war, zum evangelischen Bekenntnis. Im Jahr 1578 wurde Hochelheim mit dem Filial Dornholzhausen zur Pfarrkirche erhoben. Als erster evangelischer Pfarrer wirkte von 1578 bis 1608 Christoph Warich. Im Jahr 1629 wurde die kleine Kapelle aus vorreformatorischer Zeit durch eine Saalkirche ersetzt. Eine Inschrift in der Emporenbrüstung aus dem Jahr 1657 kann sich auf einen nachträglichen Einbau der Emporen beziehen. Die beiden mittelalterlichen Glocken wurden in den Neubau übernommen.
Im Jahr 1703 wurde das Hüttenberger Land im Zuge eines Austauschs von Gebietsteilen zwischen Hessen und Nassau aufgeteilt. Hochelheim und Hörnsheim fielen an die Grafschaft Nassau-Weilburg und gelangten 1815 an das Königreich Preußen. Sie gehörten in der Folge zum Kreis Wetzlar in der Rheinprovinz. Die Gemeinde schaffte im Jahr 1701 eine Orgel und 1727 eine dritte Glocke an, die von Barthels in Frankfurt am Main gegossen wurde.

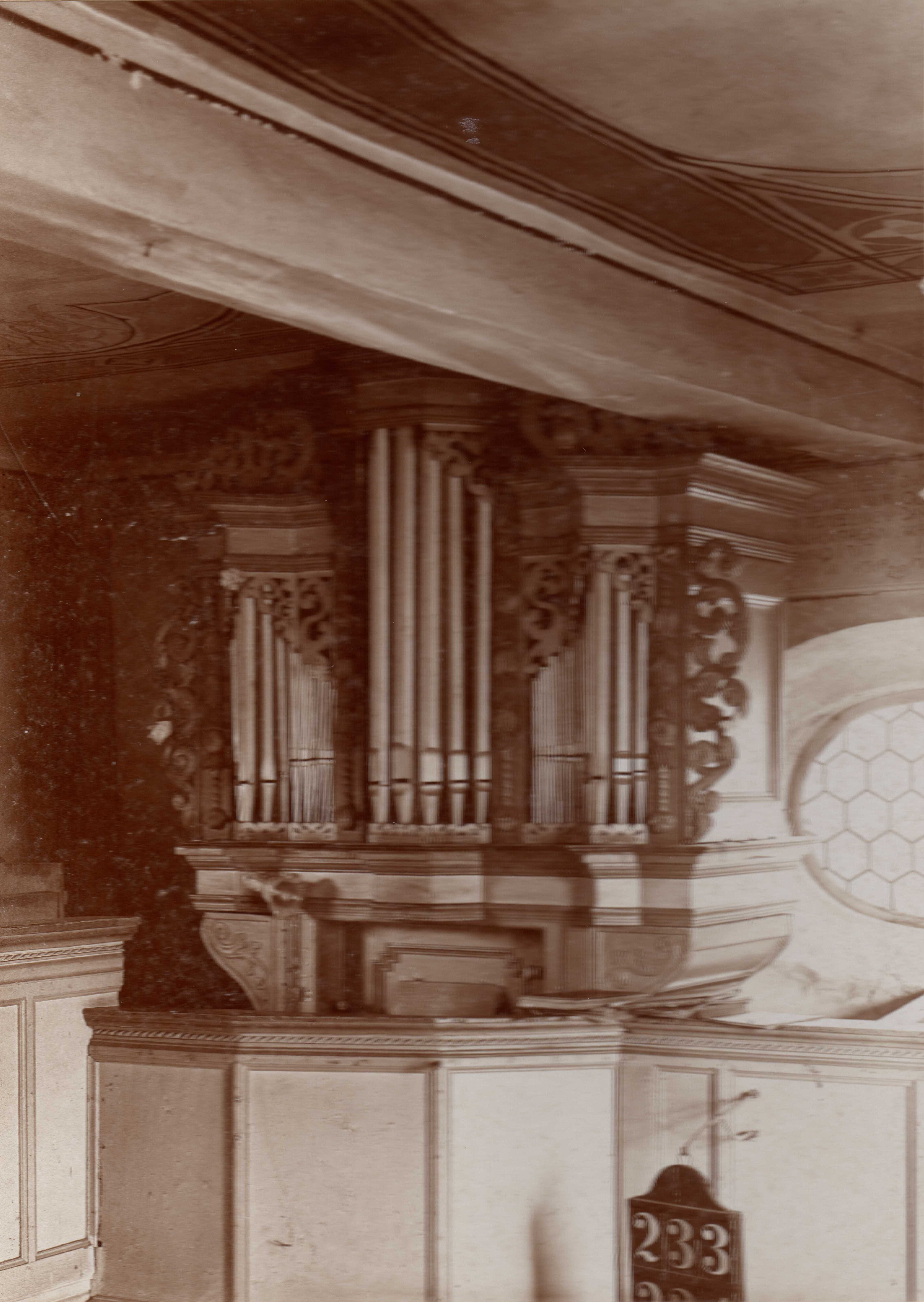
Innenraum der alten Kirche mit Orgel (vor 1906)

In den Jahren 1905/1906 folgte unter Kreisbaumeister Wilhelm Witte ein eingreifender Umbau der Kirche, der einem Neubau gleichkam. Die Langseiten des Saalbaus samt Dachwerk und Dachreiter blieben erhalten, ebenfalls einige barocke Inventarstücke. Neu gestaltet wurde die westliche Giebelseite und im Osten ein Querhaus angebaut.
Paul Schneider verbrachte ab 1910 seine Jugend in Hochelheim, als sein Vater hier Pfarrer war. Im Jahr 1926 übernahm er das Amt seines verstorbenen Vaters und wirkte bis 1934 als evangelischer Pfarrer von Hochelheim und Dornholzhausen. Paul Schneider wurde 1939 im KZ Buchenwald von den Nazis ermordet. Das evangelische Gemeindehaus wurde 1989 ihm zu Ehren in „Paul-Schneider-Gemeindezentrum“ umbenannt.
Im Jahr 1952 erfolgte eine komplette Renovierung der Kirche.
Nachdem sich die politischen Gemeinden Hochelheim und Hörnsheim 1968 zur Gesamtgemeinde Hüttenberg zusammengeschlossen hatten, wurden die beiden Kirchengemeinden Hochelheim mit 1560 und Hörnheim mit 800 Mitgliedern am 3. Juli 1970 pfarramtlich verbunden. Bis dahin wurde Hörnsheim von der Evangelischen Kirche Lützellinden versorgt. Das Gebiet der vereinigten Kirchengemeinden ist nahezu identisch mit dem der neuen Kommune.
Im Zuge einer Renovierung in den 1980er Jahren wurden die Malereien an Kanzel und Taufstein, die zweimal überstrichen worden waren, freigelegt. Zudem wurde ein neuer Glockenstuhl aus Stahl eingebaut und der alte hölzerne Glockenstuhl dem Glockenmuseum auf Burg Greifenstein überlassen. Der westliche Eingangsbereich der Kirche wurde im Jahr 2002 abgetrennt. Nachdem er als Aufenthaltsbereich für die Kleinkinder während des Gottesdienstes nicht angenommen wurde, entstand hier ein Foyer für das regelmäßig stattfindende Kirchenkaffee.
Am 1. Januar 2008 wurde die Evangelische Kirchengemeinde Hochelheim-Hörnsheim als Nachfolgerin der bis dahin pfarramtlich verbundenen Gemeinden neu gebildet. Die Kirchengemeinde Hochelheim-Hörnsheim gehört zum Evangelischen Kirchenkreis an Lahn und Dill in der östlichen Enklave Braunsfels/Wetzlar in der Evangelischen Kirche im Rheinland.

## Architektur

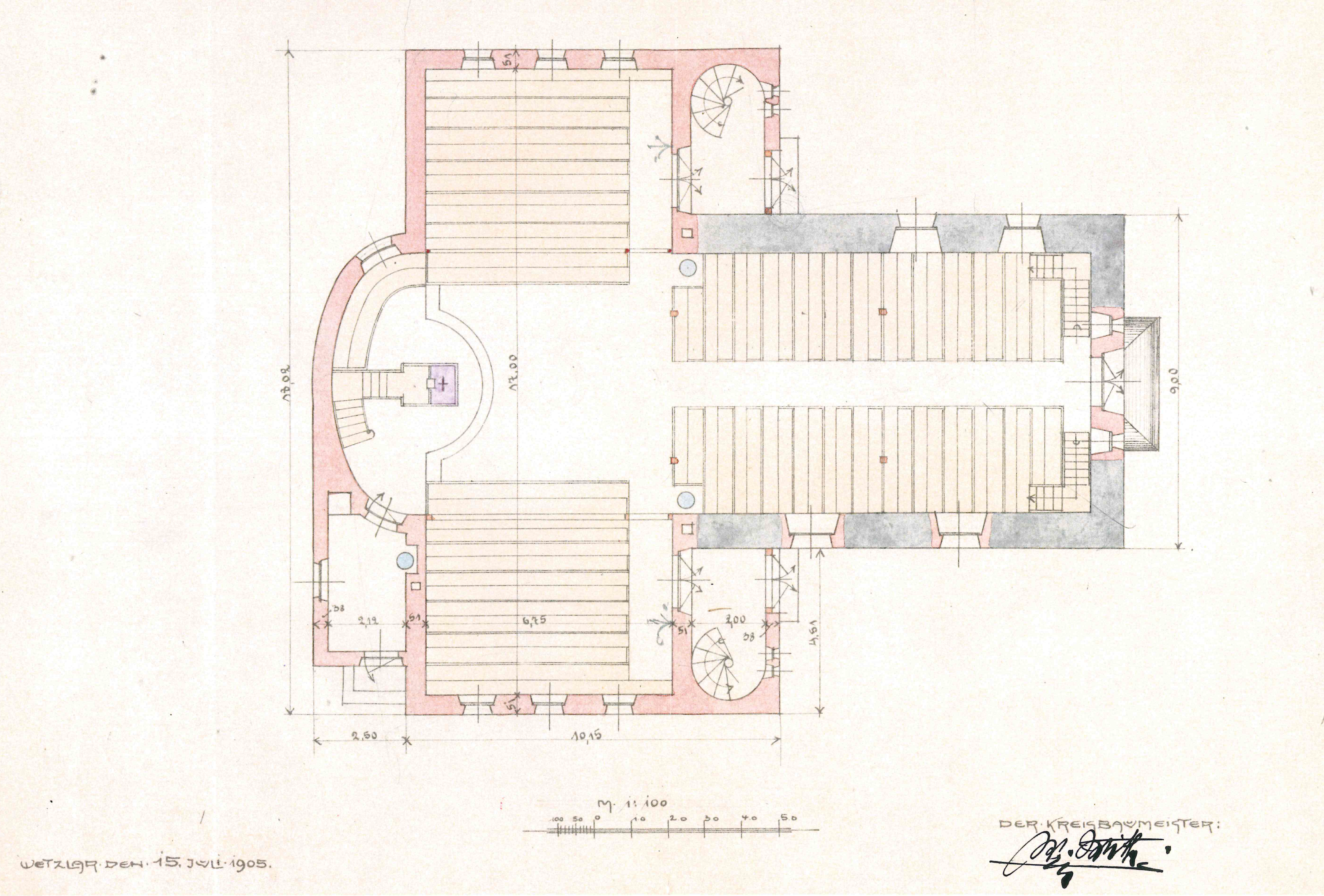
Grundriss von Wilhelm Witte (1905)

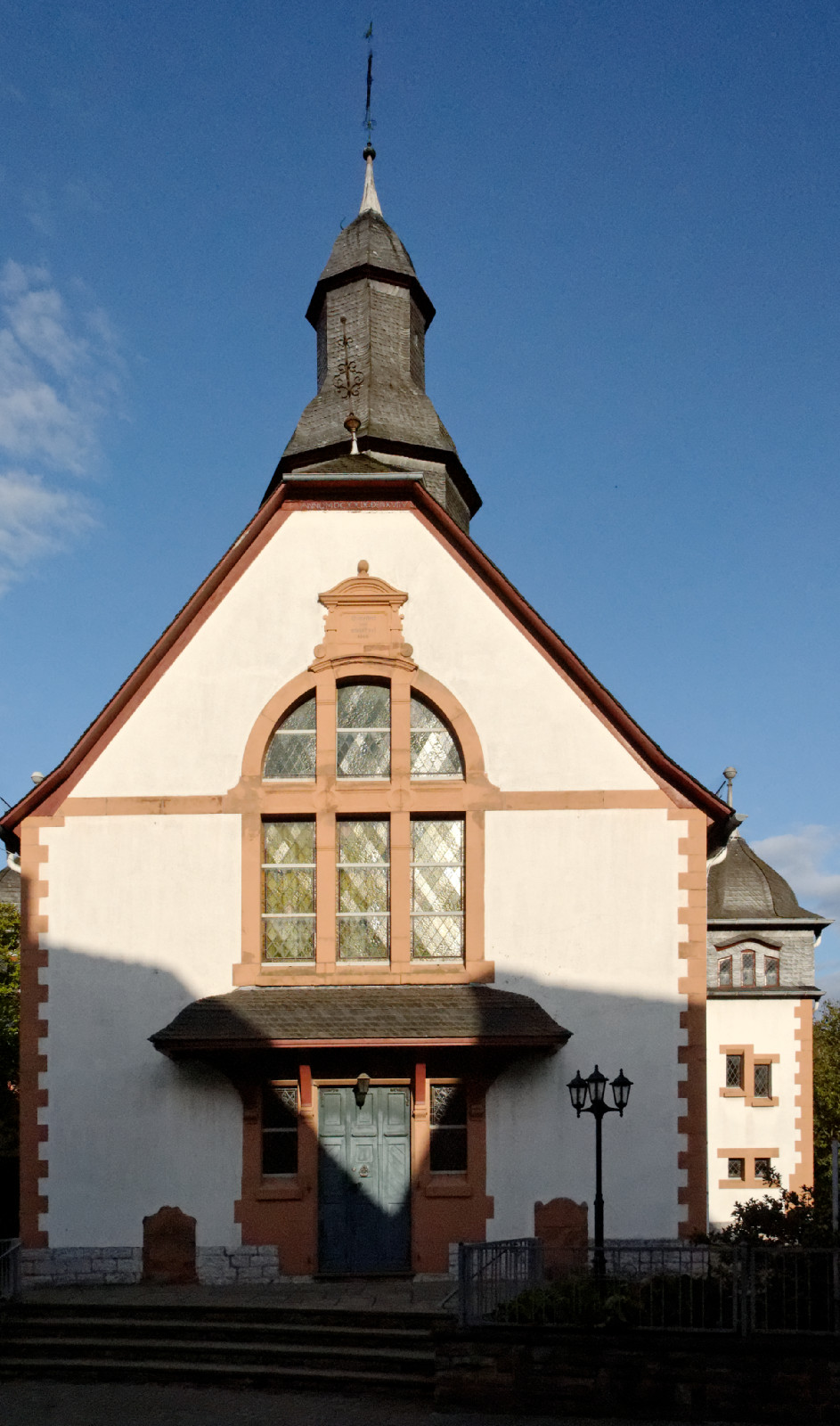
Repräsentative westliche Giebelseite

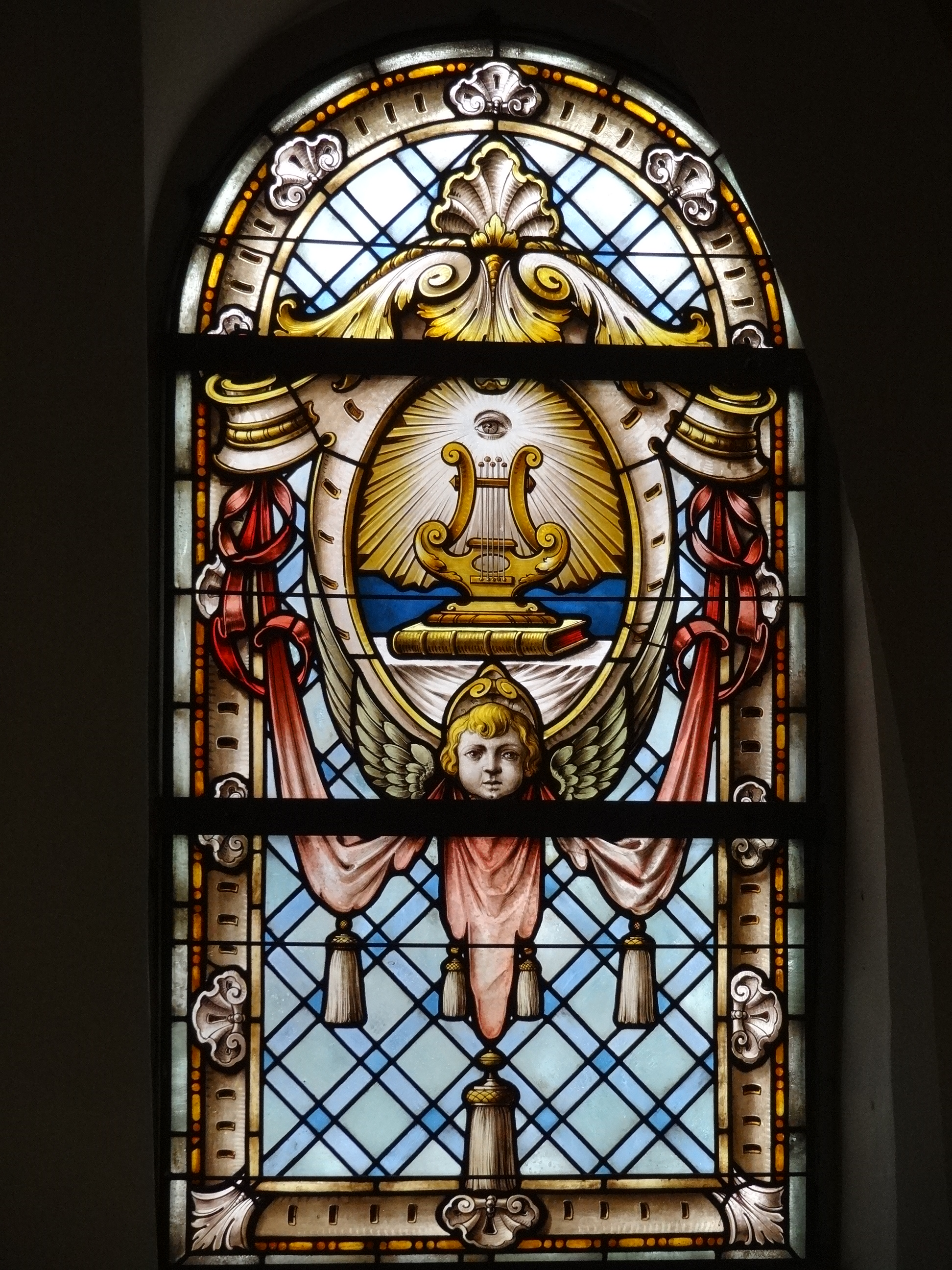
Südfenster in der Apsis von 1906

Die annähernd geostete und nicht zur Straße ausgerichtete Kirche ist im Ortszentrum errichtet. Sie besteht aus einem älteren Saalbau auf rechteckigen Grundriss mit einem östlichen Querbau von 1906, der mit einer flachrunden Ostapsis in Schiffsbreite abschließt. In der Nordostecke ist eine kleine Sakristei angebaut. Das Mauerwerk ist außen und innen weiß verputzt; Eckquaderung, Gewände und andere Gliederungselemente aus rotem Sandstein sind ausgespart. Die Westseite präsentiert sich als aufwändig gestaltete Schauseite.
Das Langhaus wird an den Langseiten durch je zwei große Rundbogenfenster belichtet und von einem steilen Schopfwalmdach bedeckt, dem ein Haubendachreiter des 18. Jahrhunderts aufgesetzt ist. Das rechteckige Westportal dient als Haupteingang. Es hat eine breite Sandsteinumrahmung, in die zwei kleine rechteckige Bleiglasfenster mit Rautenmuster eingelassen sind. Vier Kopfbänder tragen ein geschweiftes Vordach, über dem ein dreigeteiltes Rechteckfenster mit Sandsteingewände angebracht ist. Der Dreiecksgiebel wird durch ein Sandsteinband abgetrennt. Die drei Fenster werden nach oben als halbrundes, trichotomisches Thermenfenster fortgeführt. Den oberen Abschluss bildet eine Bauinschrift mit Architrav.
Der achtseitige Dachreiter ist vollständig verschiefert. Das Untergeschoss, das bis zum Dachfirst reicht hat nach Süden und Norden je vier kleine Schallöffnungen, das Mittelgeschoss in jede Himmelsrichtung ein Paar Schallöffnungen und dazwischen die Ziffernblätter für die Turmuhr. Die zweigeschossige Welsche Haube wird von Turmknauf, schmiedeeisernem Kreuz und Wetterhahn bekrönt.
Der Querbau von 1906 hat eine zweigeschossige Fensteranordnung und wird von einem Walmdach bedeckt. Die Westseite hat angrenzend an das Langhaus je ein rechteckiges Nebenportal, über dem zwei quadratische Fenster und ein doppelt geschweiftes Vordach auf Bügen angebracht sind. Nach außen schließen sich Treppentürme an, deren Wendeltreppen zu den Emporen und zum Dachgeschoss führen. Sie bilden Seitenrisalite. Der untere Bereich hat je zwei kleine quadratische und oben zwei kleine rechteckige Fenster, die sich in der Höhe dem Verlauf der Treppe anpassen. Das quadratische Obergeschoss der Treppentürme oberhalb der Traufe ist vollständig verschiefert und hat nach Westen drei schmale Fenster. Die geschweifte Haube wird von einer Spitze mit Kugel bekrönt. Nord- und Südseite des Querbaus haben im unteren Bereich je drei kleine Fenster mit flachem Stichbogen, im oberen Bereich je drei hohe Rundbogenfenster. Die Apsis ist in der unmittelbaren Ostseite fensterlos und seitlich hat zwei hoch sitzende, rundbogige Bleiglasfenster aus der Umbauzeit. Den Hintergrund bildet ein hellbaues Rautenmuster. Das mittlere Drittel wird von einem Medaillon beherrscht, das im oberen Teil mit Voluten in Gelbtönen und im unteren Teil von einem geflügelten Engelkopf verziert wird, von dem ein geschwungenes rotes Band mit angehängten Quasten ausgeht. Das Nordfenster zeigt zentral das Christusmonogramm XP, das von den griechischen Buchstaben Alpha und Omega flankiert wird, das Südfenster zeigt das Auge der Vorsehung in einem Strahlenkranz über einer Leier, die auf einem Buch steht.
An den Außenwänden der Kirche sind vier barocke Grabmäler aus Hörnsheim aufgestellt, darunter drei aus rotem Sandstein mit geschwungenem Abschluss aus dem Ende des 17. und Anfang des 18. Jahrhunderts. Ein Relief zeigt jeweils die Familie des Verstorbenen unter dem Gekreuzigten.
Das Kriegerdenkmal aus dem Jahr 1921 im Südwesten vor der Kirche trägt über einem zweistufigen Sockel auf einer Stele mit einem bekrönenden Adler die Namen von 24 Gefallenen des Ersten Weltkriegs.

## Ausstattung

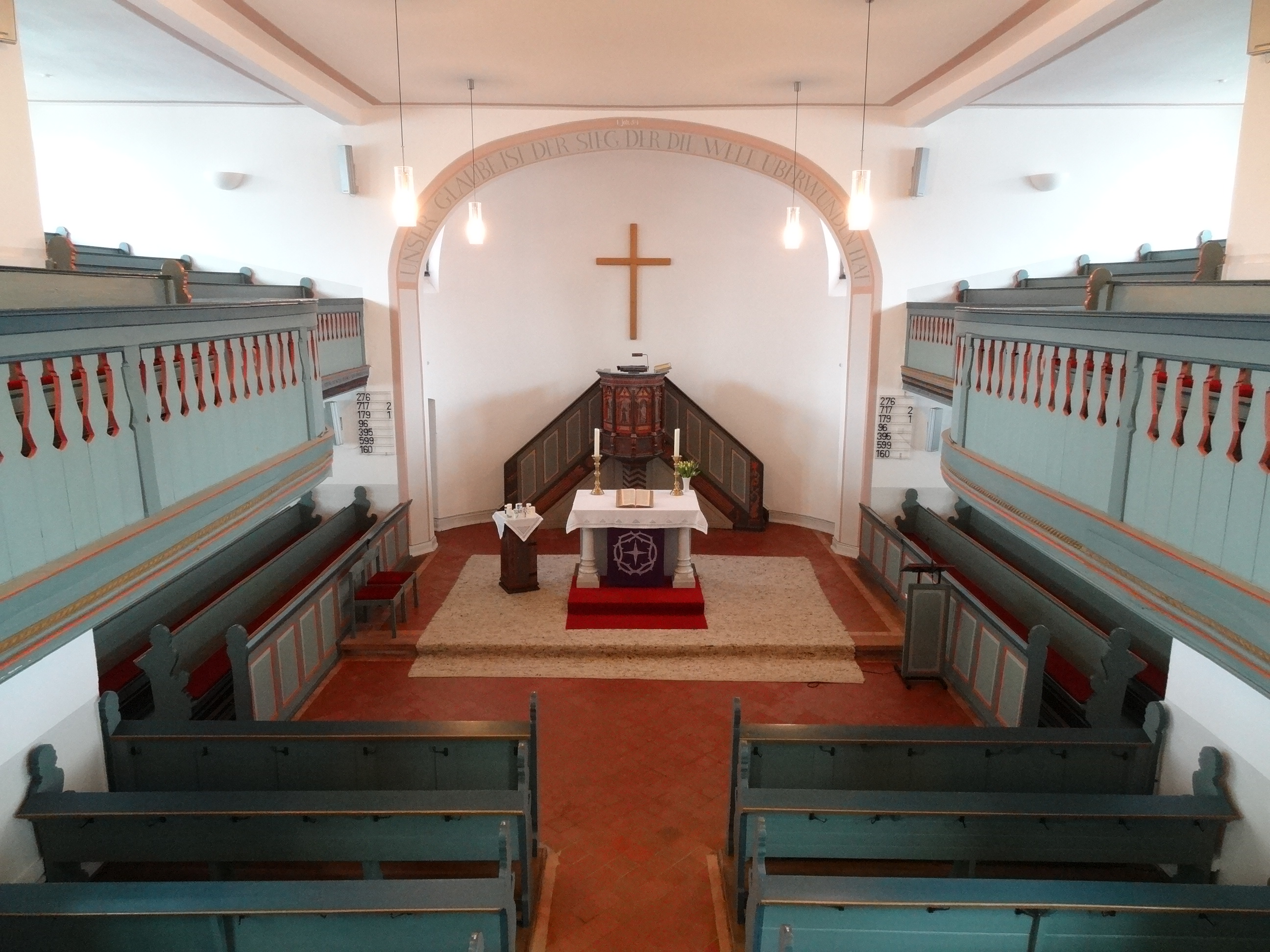
Innenraum mit Blick nach Osten

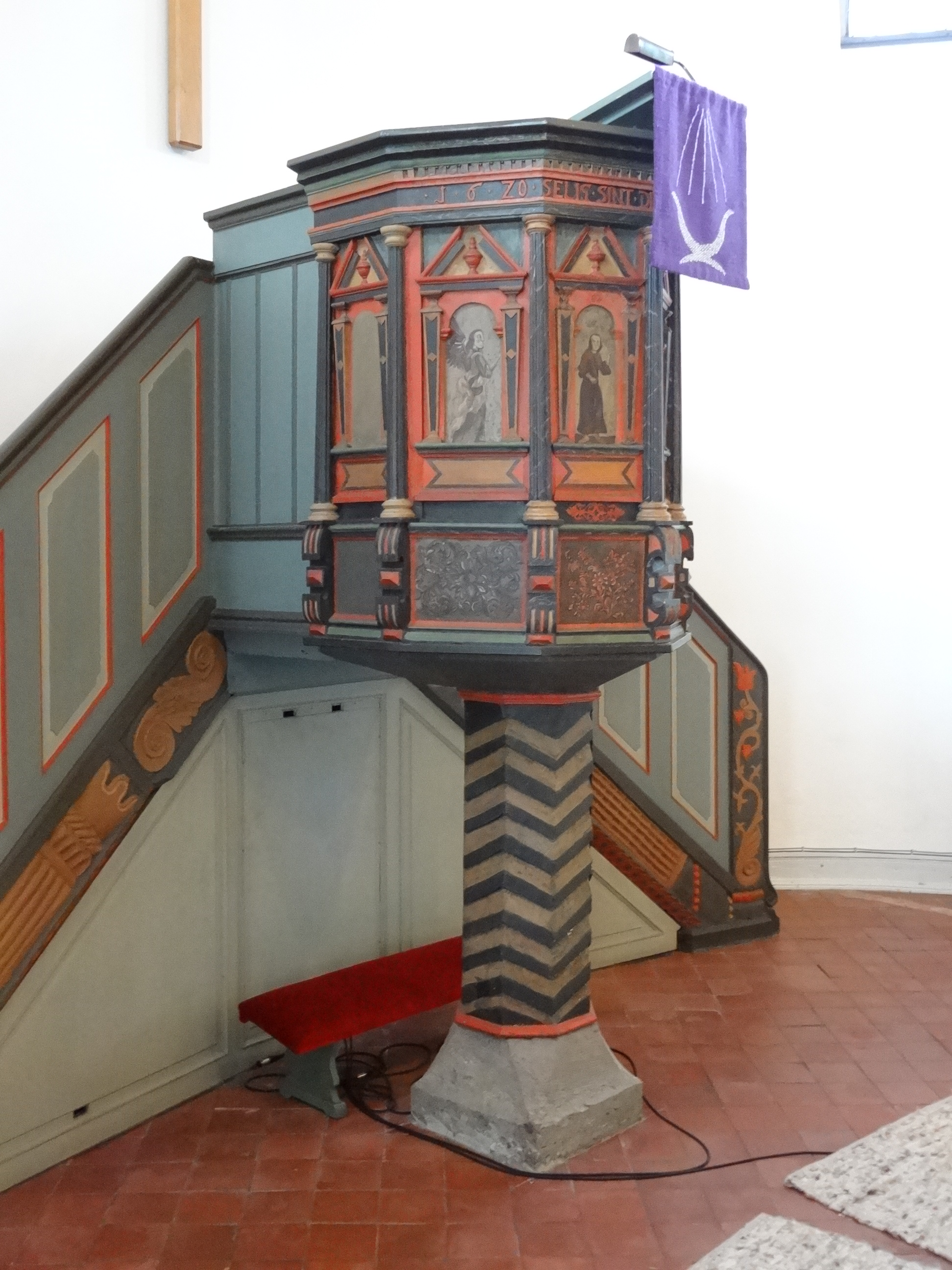
Renaissance-Kanzel von 1620

Der Innenraum wird von einer Flachdecke abgeschlossen, die im Bereich des Anbaus von einem U-förmigen Unterzug getragen wird. Der in etwa quadratische Eingangsbereich wird durch eine Glasfront mit mittiger Glastür vom Kirchenschiff abgetrennt und dient als Foyer. Am Rand sind einige Kirchenbänke aufgestellt.
Eine dreiseitig umlaufende Empore im Langhaus findet, vermittelt über Bogenstück, zurückgesetzt in den beiden Querarmen ihre Fortsetzung. Die Querarme werden durch die großen Emporen mit je fünf Sitzräumen vollständig ausgefüllt. Die hölzerne Brüstung aus der Umbauzeit integriert barocke Balken aus dem 17. Jahrhundert. Breite Latten zwischen schlichten Pfosten haben im oberen Bereich pokalförmige Öffnungen. Unten ist die Brüstung profiliert und wird im Bereich des Langhauses und im Südarm durch ein zusätzliches Tauband verziert. Unten an der Brüstung der Westempore, die als Aufstellungsort für die Orgel dient, ist eine Inschrift mit einem Bibelwort aus Ex 20,24b  angebracht: „AN WELCHEN ORT ICH MEINES NAMENS GEDÄCHTNVS STIFTEN WERDE DA WIL. ICH. ZV. DIR. KOMMEN. VND. DICH. SEGNEN. EXODI XX CAPITEL.“ Darüber erinnert eine Tafel an Paul Schneider: „MAN MUSS GOTT MEHR GEHORCHEN DENN DEN MENSCHEN APG 8 V. 29 IM GEDENKEN AN PAUL SCHNEIDER PFARRER IN HOCHELHEIM UND DORNHOLZHAUSEN 1926–1934 · GEST. IN BUCHENWALD AM 18. JULI 1939“. Die Nordempore im Querflügel trägt als Bauinschrift: „LVC: 11· ERNEVERT VND AVFGERICHTR DVRCH CHRISTIANVM ERNESIVM, MEISTERN: IOSI ENGELN VND HENRICH MAKEN: BAVMEISTER AO 1657“. Auf der gegenüberliegenden Südempore sind Bibelverse aus Ps 150,1+3  zu lesen: „LOBET DEN HERRN IN SEINEM HEILIGTHVMB LOBET IHN IN DER FESTE SEINER MACHT LOBET IHN MIT POSAVNEN LOBET IHN MIT PSALTER VND HARFFEN Ψ CL ANNO 1684“. Das hölzerne Gestühl hat flachgeschnitzte Wangen und in den Brüstungen schlichte kassettierte, profilierte Füllungen. Es ist im Langhaus nach Osten und in den Querarmen zur Mittelachse ausgerichtet.
Ein großer Korbbogen öffnet die flachrunde Apsis zum Querbau. Der Bogen ist mit der Inschrift aus 1 Joh 5,4  bemalt. Da die Apsis nicht sehr tief ist und ein eigentlicher Chorraum fehlt, ist an der Ostwand nur die Kanzel aufgestellt, über der ein schlichtes Holzkreuz angebracht ist. Altar und Taufständer haben ihren Platz in dem um eine Stufe erhöhten Altarbereich vor dem Bogen gefunden. Eine rechteckige Tür in der Nordseite der Apsis ermöglicht den Durchgang zur Sakristei. Der Blockaltar steht auf einem Sockel und hat an der Vorderseite zwei weiße Rundsäulen auf quadratischen Basen. Die viereckige hölzerne Stele, die die Taufschale trägt, ist hohl und verschließbar. Sie hat unten und oben umlaufende profilierte Gesimskränze und profilierte Füllungen mit Rankenornamenten.
Bedeutendster Einrichtungsgegenstand ist die hölzerne Kanzel aus dem Jahr 1620 mit reichem Schnitzwerk im Stil der Spätrenaissance. Sie entstand während der Amtszeit von Pfarrer Eberhard Fuldner (1608–1624 in Hochelheim; † 1632) zu Beginn des Dreißigjährigen Krieges. Die Kanzel hat beidseitig Treppen mit kassettierten Füllungen. Sie steht auf einem achteckigen Pfosten mit umlaufendem Zickzackmuster über einer quadratischen steinernen Basis. Die unteren querrechteckigen Füllungen sind mit Blumen und Ranken ausgemalt. Auf den auskragenden Holzkonsolen stehen kannelierte Dreiviertelsäulen, die sechs Kanzelfelder gliedern. Zwischen den runden Säulenbasen sind filigrane Reliefs angebracht. Die Kanzelfelder haben Rundbögen mit Kämpfern zwischen Pilastern, darüber ein Architrav mit gesprengtem Giebel, der eine Vase um schließt. Unter vier Rundbögen sind Figuren dargestellt, in der Mitte Christus und ein Geistlicher, außen zwei Engel. Zwei Flächen sind nicht ausgemalt. Der Fries im oberen Kranzgesims trägt den Bibelvers: „·1·6·20·SELIG·SINT·DIE·GOTTES·WORT·HÖREN·VND·BEWAREN“.

## Orgel

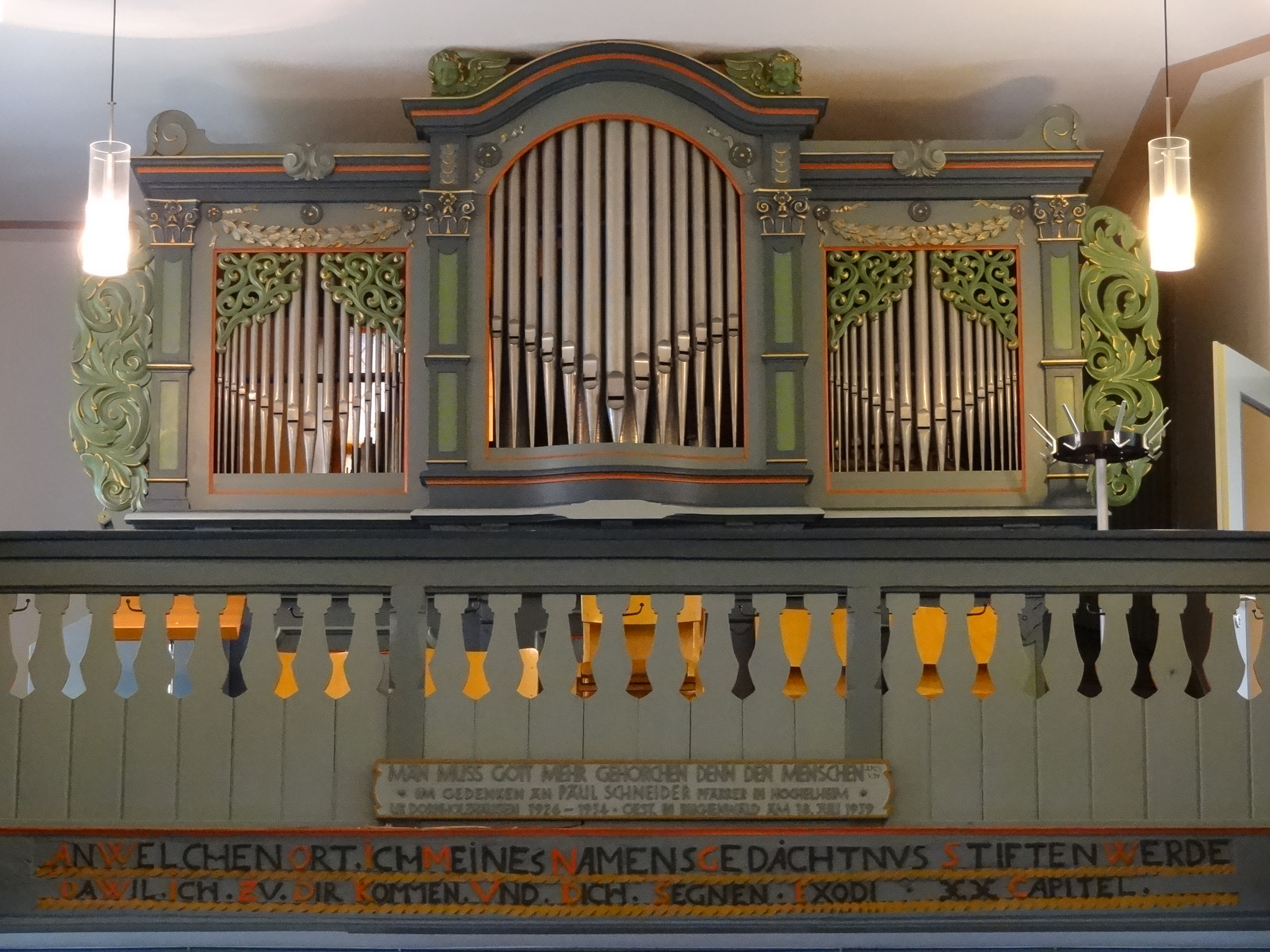
Orgel in Hochelheim

Der ehemalige Hochelheimer Pfarrer Friedrich Kilian Abicht berichtete 1834, dass im Jahr 1701 eine neue Orgel angeschafft wurde, die er als schlecht bezeichnet. Nach Adam Karl Bernhard wurde die Orgel im Jahr 1722 aus der Kirche zu Griedel nach Hochelheim umgesetzt, „ein damals schon unbrauchbares Werk“. 1726 führte die Kirche eine größere Sammlung für die Orgel durch. Der Orgelbauer Ludwig Eichhorn aus Weilmünster wurde 1878 mit einem Neubau beauftragt, der zehn Register auf einem Manual und Pedal umfasste. 1879 erfolgte die Abnahme der neuen Orgel. Im Zuge des Kirchenumbaus wurde dieses Werk 1906 durch ein zweimanualiges Instrument mit 14 Registern von Hugo Böhm (Gotha) ersetzt. Der Prospekt ist im Stil des Neobarock gehalten. Er wird durch Pilaster in drei Achsen gegliedert. Das überhöhte Rundbogenfeld tritt wie ein Mittelrisalit hervor und wird von zwei geflügelten Engelköpfen über dem profilierten Gesimskranz bekrönt. Zwei flankierende Rechteckfelder haben durchbrochenes Rankenwerk als Schleierbretter, während die seitlichen Blindflügel aus Akanthus gebildet werden. Ein weiterer Neubau mit 15 Stimmen hinter dem alten Prospekt folgte in den Jahren 1970–1972 durch Günter Hardt. Die Orgel hat folgende Disposition:
| I Hauptwerk C–g3 |       |
| Prinzipal        | 8′    |
| Rohrflöte        | 8′    |
| Oktave           | 4′    |
| Spindelflöte     | 4′    |
| Waldflöte        | 2′    |
| Mixtur IV        | 1 ⁄3′ |

| II Hinterwerk C–g3 |      |
| Holzgedackt        | 8′   |
| Blockflöte         | 4′   |
| Prinzipal          | 2′   |
| Oktave             | 1′   |
| Scharff III–IV     | 2⁄3′ |
| Tremolo            |      |

| Pedal C–f1    |     |
| Subbass       | 16′ |
| Oktavbass     | 8′  |
| Gedacktpommer | 8′  |
| Choralbass    | 4′  |

- Koppeln: II/I, I/P, II/P

## Glocken
| Nr. | Gussjahr | Gießer, Gussort                     | Schlagton | Bild |
| 1   | 1950     | Gebr. Rincker, Sinn                 | g1        |      |
| 2   | 1950     | Gebr. Rincker, Sinn                 | b1        |      |
| 3   | 1950     | Gebr. Rincker, Sinn                 | c2        |      |
| 4   | 1452     | Johann Bruwiller oder Delman Borger | d2        |      |

Der Dachreiter beherbergt ein Vierergeläut auf zwei Ebenen.
Von den zwei mittelalterlichen Glocken ist die von 1452 erhalten. Sie trägt mehrere Pilgerzeichen, darunter das von St. Matthias und St. Maximin. In Hochelheim ist ein derartiges Pilgerzeichen erstmals auf einer Glocke nachgewiesen. Bruwiller und Borger gossen um 1449 zusammen in Haiger. Die Quellen berichten unterschiedlich, wer von den beiden letztlich die Glocke gegossen hat.
Vor den Weltkriegen gab es noch eine Glocke von J. Barthels (Frankfurt/Main) aus dem Jahr 1727, die 1870 von G. Otto (Gießen) umgegossen wurde. 1950 goss Gebr. Rincker drei neue Glocken. Der alte Hochelheimer Glockenstuhl steht heute im Glockenmuseum auf Burg Greifenstein.